# Smerillo
Smerillo (Smirillu o Smerillu in dialetto fermano) è un comune italiano di 326 abitanti della provincia di Fermo nelle Marche.
Il comune fa parte della Comunità montana dei Sibillini.

## Geografia fisica
Si trova ad un'altitudine di circa 806 m s.l.m., incastonato su di uno sperone roccioso a metà strada tra i Monti Sibillini e il mare Adriatico.
Per la sua posizione panoramica che abbraccia il Gran Sasso, i Monti Sibillini, il Monte Conero e il mare è denominato tetto delle Marche.
È altresì denominato Cittadella della Poesia, in quanto è spesso frequentato da poeti.

## Storia
Nel medioevo era un castello pari in dignità con Fermo. Restano di questa antica grandezza i ruderi delle mura di cinta del castello, la porta nord e il "cassero".
Il nome sembra derivi da un falchetto (denominato "lo smeriglio") con cui il feudatario cacciava.
Qualcuno fa risalire il nome alla famiglia di signorotti "De Smerillo" che ha abitato il paese.

## Simboli
Lo stemma comunale non risulta provvisto di atto di concessione ufficiale da parte dello Stato italiano, pertanto l'unico riferimento che lo disciplina è lo statuto comunale, che tuttavia ne fornisce una descrizione non araldica; il disegno che ne risulta non è inoltre conforme ai canoni araldici della Repubblica italiana:
Si tratta di un'arma alludente: il falco smeriglio è legato al toponimo comunale, mentre i sei monti descrivono la posizione del borgo, arroccato su un crinale roccioso dei monti Sibillini.
Il medesimo statuto disciplina anche la presenza di un gonfalone, ma non ne descrive le fattezze.

## Monumenti e luoghi di interesse

### Architetture religiose

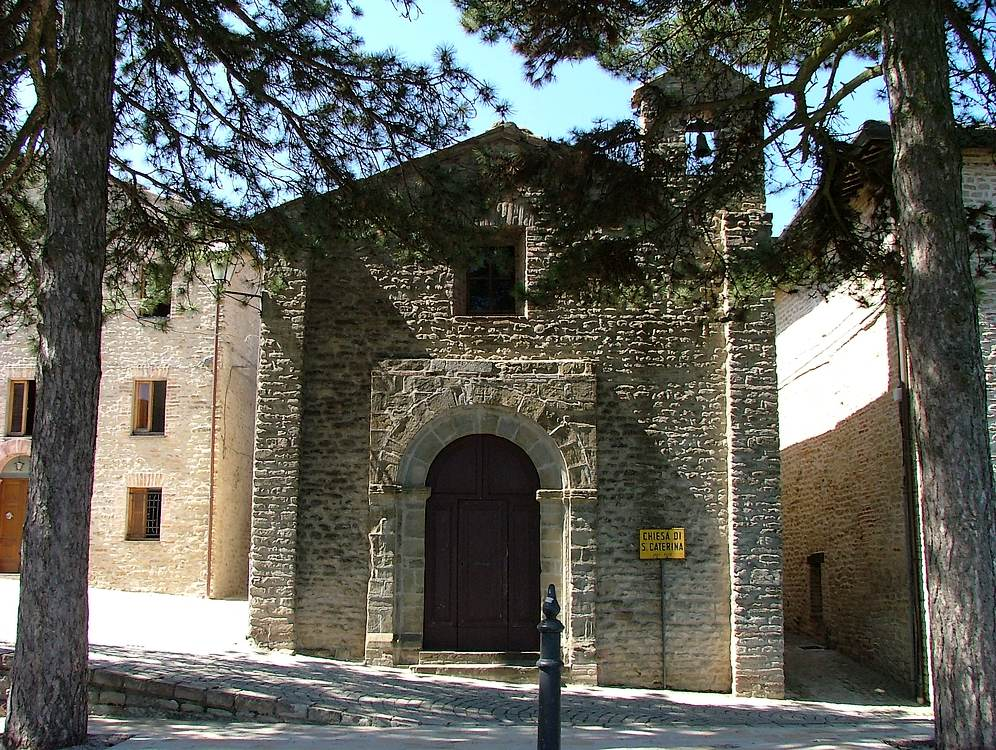
Esterno della Chiesa di Santa Caterina in Smerillo
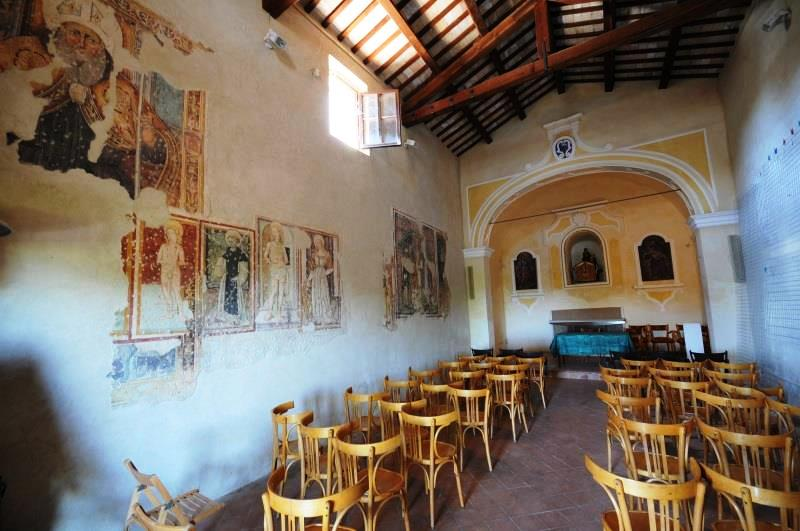
interni della chiesa di Santa Caterina in Smerillo
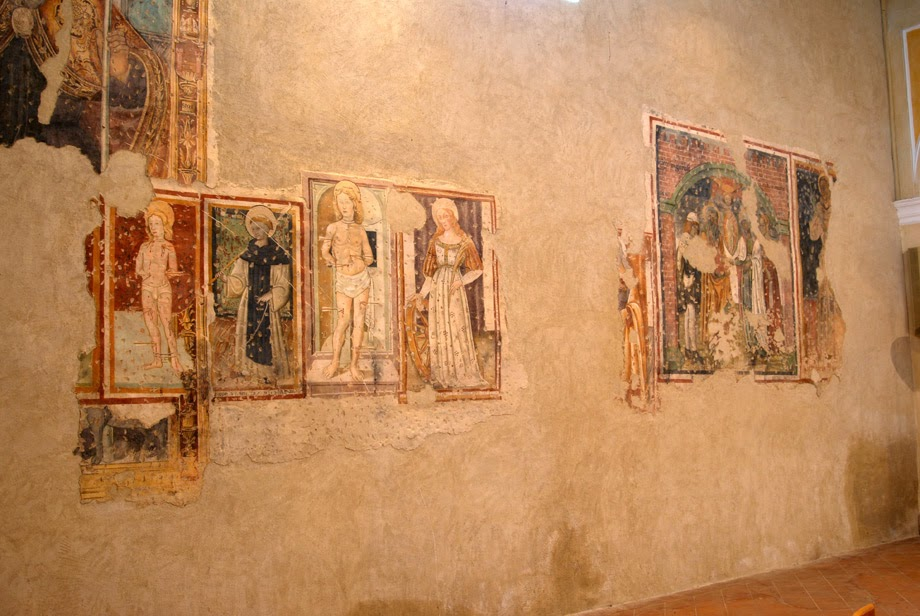
Particolare di affresco all'interno della Chiesa di Santa Caterina in Smerillo

### Architetture civili

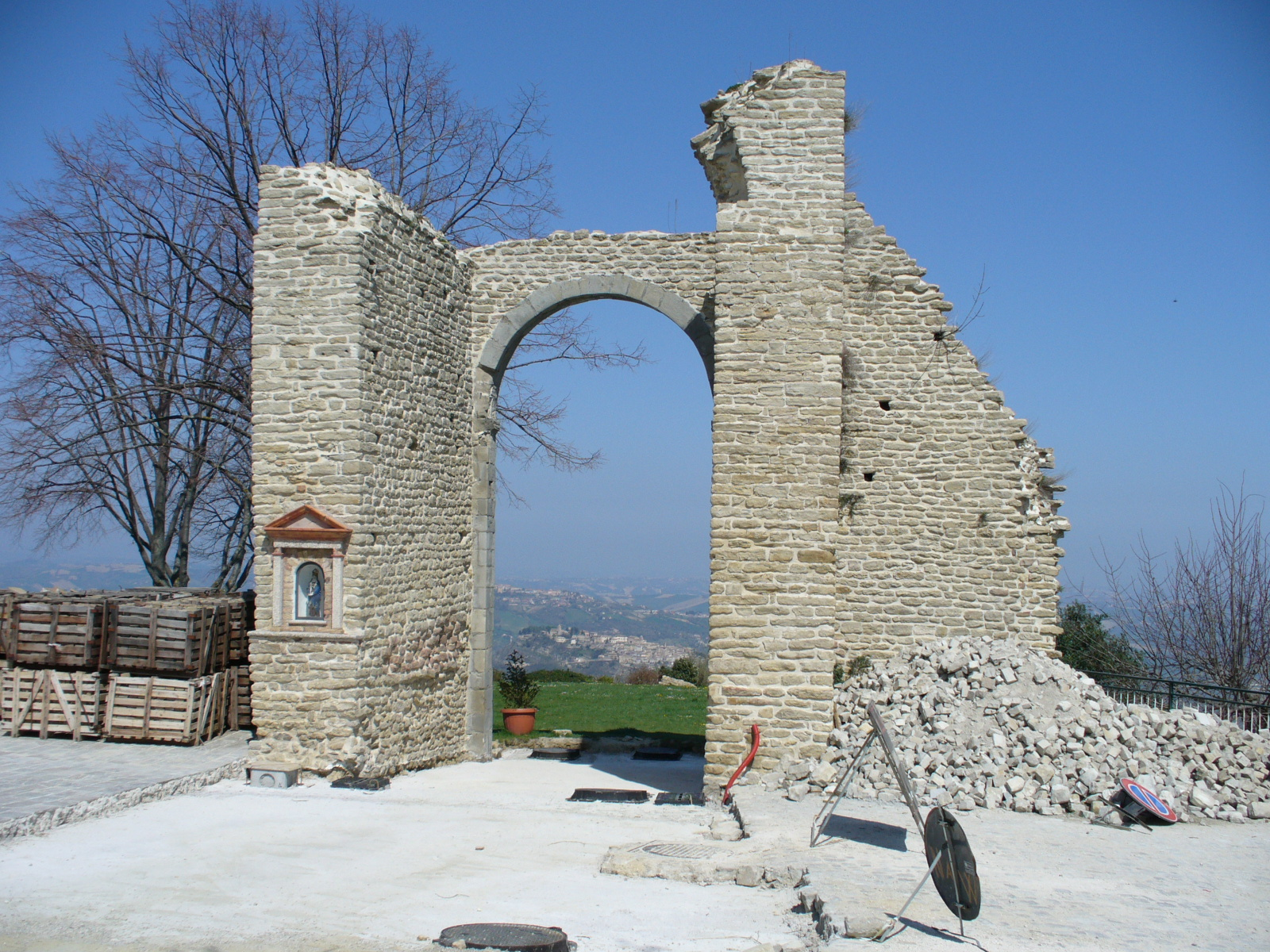
Porta Nord
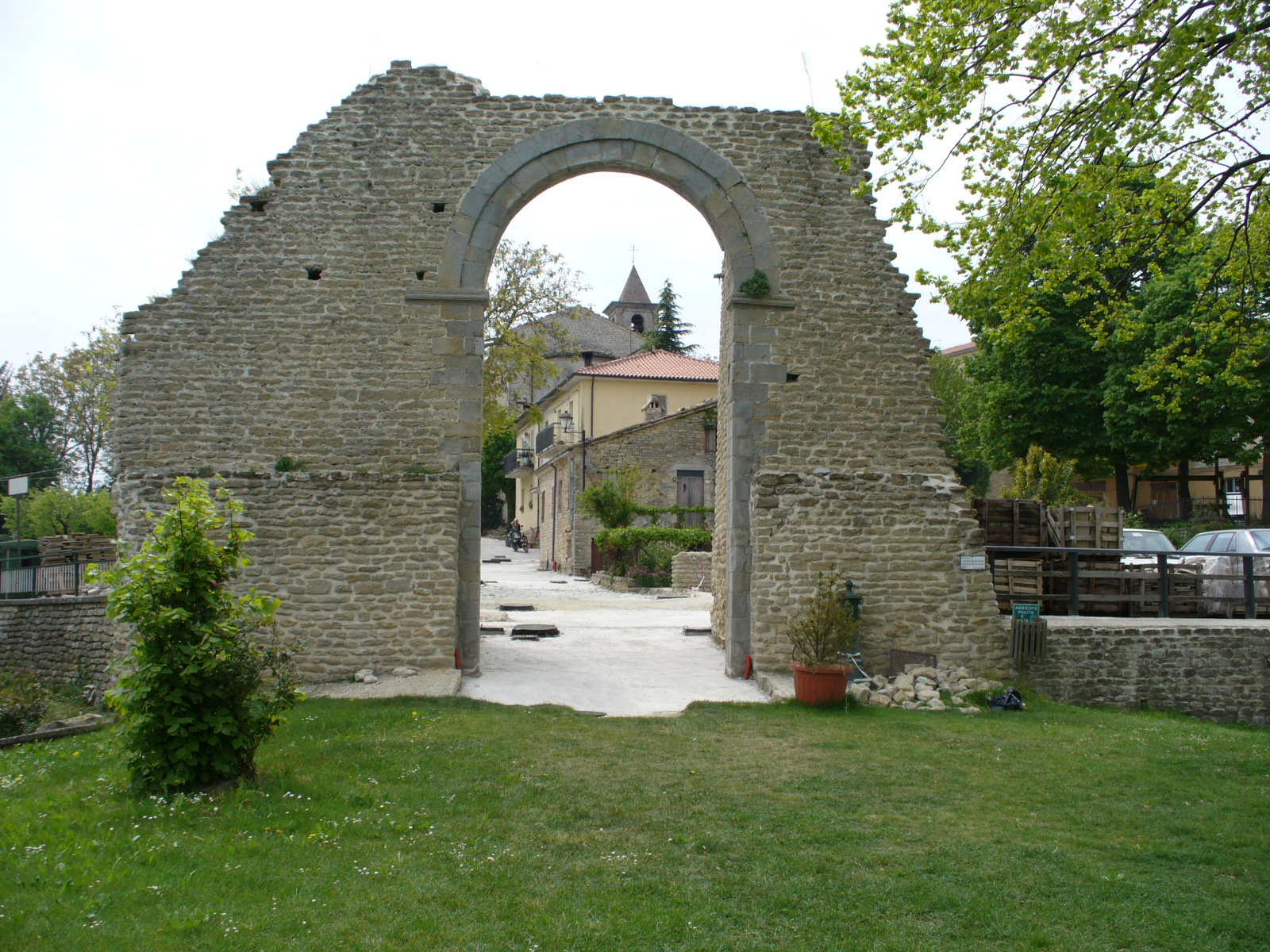
Ulteriore vista della porta Nord di Smerillo

### Musei
- Il Museo delle scienze naturali[8] comprende una raccolta di fossili italiana nel periodo dal Paleozoico al Neozoico. La sezione dei minerali comprende tra i suoi pezzi anche dei diamanti grezzi. Vi ha sede il Centro Educativo Ambientale (CEA) Bosco di Smerillo.[9]
- Il Museo Pinacoteca dell'Arte dei Bambini: nasce nel 1999 da un'idea di Luciano Galassi, ospita le “piccole voci” dei bambini e vuole essere occasione di riflessione e stimolo sul tema della Pace.
- Pinacoteca d'Arte Contemporanea: ospita oltre 100 opere di artisti prevalentemente marchigiani.

### Altro
- La Fessa, una spaccatura nella roccia arenaria ricca di fossili pliocenici[10][11].

## Società

### Evoluzione demografica
Abitanti censiti

## Cultura

### Eventi
- Festival "Le Parole della Montagna"[13]: giunto alla XII edizione nel 2023, si svolge solitamente nel mese di luglio; il Festival prende spunto dalla montagna, uno dei tanti simboli archetipici della storia dell’umanità, parlando sia di scalate eroiche e conquiste che di linguaggio simbolico.

## Sport
Il paese ha una squadra di calcio a 5 CSI, il Club 81 Smerillo che gioca al campo Mancini di Montefalcone Appennino.
Dal 1993 l'orienteering arriva a Smerillo, dove si svolge una gara a livello nazionale e dove è presente una scuola regionale permanente di orienteering, grazie anche al contributo del CONI provinciale.